# Feldflieger-Abteilung 37
Feldflieger-Abteilung Nr. 37 – FFA 37 (Polowy oddział lotniczy nr 37) – jednostka obserwacyjna i rozpoznawcza lotnictwa niemieckiego Luftstreitkräfte z początkowego okresu I wojny światowej.

## Informacje ogólne
Jednostka została utworzona w drugim miesiącu I wojny światowej, w dniu 13 września 1914 roku w Festtungsfliegerabteilung 7 w twierdzy Poznań i weszła w skład większej jednostki 3 Kompanii Batalionu Lotniczego nr 2 w Królewcu. Jednostka uczestniczyła w walkach na froncie wschodnim.
11 stycznia 1917 roku jednostka została przeformowana i zmieniona we Fliegerabteilung 37 – (FA 37).

## Dowódcy eskadry
| Stopień | Nazwisko             | Okres |
| ------- | -------------------- | ----- |
| kapitan | Freiherr v. d. Goltz |       |